# Сеймур-Конвей, Френсис, 3-й маркиз Хартфорд
Френсис Чарльз Сеймур-Конвей, 3-й маркиз Хартфорд (англ. Francis Seymour-Conway, 3rd Marquess of Hertford; 11 марта 1777 — 1 марта 1842) — британский дворянин, политик-тори и коллекционер произведений искусства. Он был известен как виконт Бошан с 1793 по 1794 год и граф Ярмут с 1794 по 1822 год.

## Титулы
- 3-й маркиз Хартфорд (с 28 июня 1822)
- 3-й граф Хартфорд (с 28 июня 1822)
- 3-й граф Ярмут (с 28 июня 1822)
- 3-й виконт Бошан (с 28 июня 1822)
- 4-й барон Конуэй из Киллалтаха, графство Антрим (с 28 июня 1822)
- 4-й барон Конуэй из Рэгли, графство Уорикшир (с 28 июня 1822).

## Предыстория
Родился 11 марта 1777 года. Единственный сын Фрэнсиса Сеймур-Конвея, 2-го маркиза Хартфорда (1743—1822), от его второй жены Изабеллы Энн Ингрэм (1759—1834), дочери Чарльза Ингрэма, 9-го виконта Ирвина.

## Политическая карьера
Лорд Ярмут заседал в Палате общин Великобритании от Орфорда с 1797 по 1802 год, Лисберна с 1802 по 1812 год, Антрима с 1812 по 1818 год и Камелфорда с 1820 по 1822 год. В марте 1812 года Фрэнсис Чарльз был приведен к присяге в Тайном совете Великобритании и назначен вице-камергером в правительстве Спенсера Персиваля. Он продолжал занимать этот пост после того, как лорд Ливерпул стал премьер-министром в мае 1812 года после убийства Спенсера Персеваля, но отказался от него в июле того же года. В том же году он был назначен лордом-хранителем оловянных рудников, занимал эту должность до самой смерти.
17 июня 1822 года после смерти своего отца Фрэнсис Чарльз Сеймур-Конвей унаследовал титул 2-го маркиза Хартфорда. В том же году он также был произведен в рыцари Ордена Подвязки и назначен вице-адмиралом Саффолка, должность, которую он сохранял до своей смерти.
Лорд Хартфорд также был значительным коллекционером произведений искусства, как и его сын и внук; многие из его картин находятся в коллекции Уоллеса, которую они основали.

## Крикет
Фрэнсис Чарльз Сеймур-Конвей был игроком-любителем в крикет, он дважды выступал в первоклассных матчах по крикету в 1799 году. Он был членом крикетного клуба Мэрилебона.
Маркиз Хартфорд скончался в марте 1842 года в возрасте 64 лет, и ему наследовал его старший сын Ричард. Маркиза Хартфорд умерла в марте 1856 года в возрасте 84 лет.

## Семья

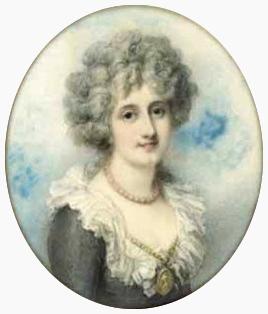
Мария Эмилия Фаньяни (1771—1856), супруга 3-го маркиза Хартфорда

18 мая 1798 года лорд Хартфорд женился на Марии Эмилии Фаньяни (24 августа 1771 — 2 марта 1856), незаконнорожденной дочери Уильяма Дугласа, 4-го герцога Куинсберри (1724—1810), и замужней итальянской аристократки, маркизы Фаньяни. У них было трое детей:
- Леди Фрэнсис Мария Сеймур-Конвей (1799 — ноябрь 1822), муж с 1822 года французский дворянин, Артур Мари Август, маркиз де Шевинье (1796—1879)
- Капитан Ричард Сеймур-Конвей, 4-й маркиз Хартфорд (22 февраля 1800 — 25 августа 1870), старший сын и преемник отца
- Лорд Генри Сеймур-Конвей (10 января 1805 — август 1859), не женат.

## Наследие
Лорд Хартфорд был прототипом персонажей маркиза Монмута в романе Бенджамина Дизраэли «Конингсби» 1844 года и лорда Стейна в романе-фельетоне Уильяма Мейкписа Теккерея в «Ярмарка тщеславия» 1847—1848 годов. Иллюстрация Теккерея «Маркиз» для выпуска 11 считалась настолько похожей на маркиза Хартфорда, что угроза судебного преследования за клевету эффективно подавила её публикацию. В последние годы жизни маркиза Хартфорда, как говорили, он жил со свитой проституток, и психическая нестабильность, от которой страдали несколько членов его семьи, стала заметной . Чарльз Гревилл описал его как сломленного немощами и неспособного говорить из-за паралича языка и заявил, что «насколько мне известно, не было такого примера неприкрытого разврата».